# Sardari Berd
Sardari Berd (en armenio:Սարդարի Բերդ, nombre que a la vez deriva del lenguaje pérsicoسردار   un título que se utiliza para los líderes políticos o militares y que significa «jefe» y de Berd (en armenio  Բերդ)  que significa «fortaleza». La fortaleza se encuentra a la derecha antes del cementerio de la localidad de  Hoktember en la provincia de Armavir de Armenia. En realidad se asocia históricamente con la ciudad de Armavir, que era conocida antes de 1932 como Sardarabab o Sardarapat.

## Historia
La fortaleza fue construida entre los años de 1807 y 1828, durante el gobierno de Sardar Hosein Qoli Kan, el último gobernante del Kanato de Ereván. Fue construida con piedras extraídas de las ruinas de la antigua ciudad de Armavir, algunas de las cuales conservan todavía las huellas de inscripciones cuneiformes del reino de Urartu. La fortaleza fue utilizada como un centro administrativo para el distrito de Sardarapat y también como la residencia de verano del Kan de Erevá).
Sardari Berd fue tomada en 1828 por los rusos, al mando del general Iván Paskévich durante la guerra ruso-persa (1826-1828), a pesar de fuerte defensa presentada por Hasan Kan Kajar, hermano de Sardar Kan Hosein. Sobre Paskévich en un resumen de la Oficina de Guerra, se escribió el siguiente pasaje:

Sardarabad, un gran pueblo fortificado alimentado por un canal del Arax , fue tomada, y el stock de disposiciones que se encontraban en ella colocó a Paskevich en condiciones de comenzar el asedio de Ereván.

La región pasó formalmente de la soberanía persa a la rusa después del Tratado de Turkmenchay en 1828. Armavir se convirtió en el uyezd Serdarabad del Óblast de Armenia, que a su vez se convirtió en la gubérniya de Ereván en 1840. Esta situación se prolongó hasta la revolución de febrero de 1917. De la fortaleza casi no queda nada. La mayor parte fue desmantelada para construir la Armenia soviética.